# 东园家酒
东元家酒是广西合浦出产的一种白酒/药酒，简称东园酒，是以珍珠螺肉、海马、海龙、海蛇、鹿筋、鹿鞭、龟板、地龙、蛤蚧、桂圆、杜仲、淫羊藿等三十余种中药材，以小蒸纯米酒长时间浸泡后酿制而成。东园酒源于本地一黄氏家族的祖传秘方：当地常乐镇人黄炳权原为丝织厂的机修工，1983年工厂倒闭后于1986年初离开常乐镇至合浦县城开设东园饭店谋生，同时在饭馆里自制自销祖传四代达一世纪的药酒。因药酒疗效好，于1995年10月申办“东园家酒”品牌准备量产市销；但为消除令人不快的中草药味和动物腥味，历经两次大规模的配方、工艺改良后才成功，于1997年方获保健食品批文，之后上市销售。